# Böminghausen
Böminghausen ist ein Dorf mit rund 50 Einwohnern in der Gemeinde Kirchhundem im Kreis Olpe (Nordrhein-Westfalen).

## Geografie

### Geografische Lage
Die Ortschaft liegt am Westhang des in einer historischen Karte als „Böminghauser Köpfchen“  bezeichneten, in topographischen Karten aber „Buchhagen“ genannten 496,3 m hohen Berges. Im Südosten liegt der etwa 530 m hohe Dastein, im Südwesten ein 507 m hoher nördlicher Ausläufer des Stüvelhagen und im Norden der 436,7 m hohe Königsberg. Westlich des Dorfes verläuft von Süden nach Norden das Tal des Albaumer Baches, der im Nachbarort Würdinghausen in die Hundem mündet. Die Ortslage gehört zu den westlichen Ausläufern des Rothaargebirges.
Die Ortschaft liegt im Naturpark Rothaargebirge. Südwestlich von Böminghausen liegt an den Ausläufern des Stüvelhagen das Naturschutzgebiet Krähenpfuhl, südlich das Naturschutzgebiet Albaumer Klippen.

### Nachbarorte
Nachbarorte von Böminghausen sind Marmecke im Osten, Albaum im Südwesten, Flape im Westen und Würdinghausen im Norden.

## Geschichte
Böminghausen gehört zu den wenigen Orten in der Gemeinde Kirchhundem, die bereits vor 1300 schriftlich erwähnt werden. Die Ersterwähnung findet sich in einem Zehntlöseregister der Familie Rump, Haus Wenne (Eslohe) von 1279. Der Ortsname ist zu deuten als „bei den Häusern der Leute des Buni/Buno“. Die Ortschaft liegt an historischen Wegeverbindungen. Der Kriegerweg führt über den westlich gelegenen Stüvelhagen von Süden nach Norden. Östlich des Dorfes verläuft die „via Francofurtensis“, einer Verbindung, die von „Bilstein über Kirchhundem, Herrntrop, Würdinghausen durch die Rüspe nach Laasphe, Wetzlar und weiter ins Ausland“ führte. Am Dastein gelegene Sperrwälle, die als Bodendenkmal in die Denkmalliste der Gemeinde Kirchhundem eingetragen sind, zeugen noch heute von dieser Fernverbindung.
Durch die günstige Verkehrslage spielte das Fuhrmannsgewerbe in der Ortsgeschichte eine wichtige Rolle. In einem Schatzungsregister von 1717 werden für den kleinen Ort vier Fuhrleute genannt. Im Schatzungsregister von 1536 werden bei fünf Hofstellen acht Steuerpflichtige genannt, die 12¼ Gulden an Schatz zu zahlen hatten. Der Familienname „Moller“ in den Schatzungsregistern des 16. Jahrhunderts lässt die Vermutung zu, dass für den Ort zeitweise eine eigene Mühle betrieben wurde, die man später aufgab. Denkbar ist, dass diese am Albaumer Bach stand, dort wo später der Albaumer Hammer errichtet wurde. An dieser Stelle, die jetzt „Böminghauser Werk“ bezeichnet wird, befindet sich heute die Firma HERA Hermann Rahmer GmbH & Co. KG.

### Religionen
Aufgrund der jahrhundertelangen Zugehörigkeit zum kurkölnischen Herzogtum Westfalen ist die Bevölkerungsstruktur von Böminghausen noch heute überwiegend katholisch geprägt. Zum 31. Dezember 2014 waren von den damals 44 Einwohnern 36 römisch-katholisch, 3 evangelisch und zu 5 lagen keine Angaben zur Religionszugehörigkeit vor.
Die Ortschaft gehörte zur katholischen Pfarrei Kirchhundem und ab 1898 zur Filialkirchengemeinde Albaum.

### Eingemeindungen
Böminghausen war von 1843/44 eine Ortschaft der Gemeinde Kirchhundem im Amt Kirchhundem. Mit der kommunalen Neugliederung im Kreis Olpe am 1. Juli 1969 kam sie zur heutigen Gemeinde Kirchhundem.

### Einwohnerentwicklung
Zur Zeit der kommunalen Neugliederung 1969 lebten in Böminghausen 41 Einwohner. In den folgenden Jahren sind starke Schwankungen in der Einwohnerzahl zu beobachten.
| Jahr | Einwohnerzahl |
| ---- | ------------- |
| 1974 | 42            |
| 1978 | 32            |
| 1985 | 52            |
| 1990 | 43            |
| 2014 | 44            |
| 2020 | 53            |

## Verkehr
Böminghausen wird über eine Gemeindestraße erreicht, die nördlich von Albaum von der L 713 abzweigt.
Von 1914 bis 1945 führte die Bahnstrecke Altenhundem–Birkelbach westlich der Ortschaft über ein 167 Meter langes und 22 Meter hohes Brückenbauwerk, über das die Züge das Tal des Albaumer Baches überquerten. Die achtbogige Brücke aus Porphyrgestein war von 1908 bis 1914 erbaut worden. Am 15. Februar 1997 wurde das Viadukt gesprengt.